# Harald Tammer
Harald Tammer   (Tallinn, 9 de gener de 1899 - Unzhlag, 6 de juny de 1942) fou un atleta, aixecador i periodista estonià que va competir durant la dècada de 1920.
El 1915 es va graduar a l'Escola de comerç de Tallinn i es va unir a l'Associació Esportiva Kalev. Poc després es va presentar voluntari per lluitar a la Primera Guerra Mundial i la Guerra d'Independència d'Estònia com a membre de la Brigada Kalevi Malev de les Eesti Kaitseliit. Entre 1921 i 1928 va editar el diari esportiu Eesti Spordileht. Entre el 1923 i 1933 va ser periodista i entre el 1933 i 1940 editor en cap del diari Eesti Päevaleht. Entre 1928 i 1940 va ser membre del consell de la Unió Estatal de Periodistes, i entre l 1934 i 1935 va dirigir la Unió de Periodistes Bàltics. Tammer va estudiar dret i diplomàcia a l'Institut d'Estudis Polítics de París de 1931 a 1933. També va ser membre de la junta directiva del Comitè Olímpic Nacional d'Estònia de 1933 a 1940 i del Parlament d'Estònia de 1937 a 1940. El 1940 va treballar breument com a editor de la revista Revue Baltique. El 1941 va ser acusat d'espiar per les Forces de Defensa d'Estònia i fou deportat a Rússia, on va morir en un gulag de l'Óblast de Nizhny Novgorod.

## Carrera esportiva
El 1916 va pujar al podi dels campionats de Rússia en llançament de pes, disc i martell. Entre 1918 i 1926 guanyà 24 campionats d'Estònia d'atletisme.
El 1920 va prendre part en els Jocs Olímpics d'Anvers, on fou sisè en la prova del llançament de pes del programa d'atletisme. En aquests Jocs va ser l'encarregat de dur la bandera nacional en la cerimònia d'inauguració. Quatre anys més tard, als Jocs de París, fou dotzè en el llançament de pes, però alhora també disputà la prova del pes pesant, per a aixecadors amb un pes superior a 82,5 kg, del programa d'halterofília. En ella guanyà la medalla de bronze, per darrere l'italià Giuseppe Tonani i l'austríac Franz Aigner.
En el seu palmarès també destaca el Campionat del Món d'halterofília de 1922 del pes pesant.

### Millors marques en atletisme
- llançament de pes. 14,15 m (1922)
- llançament de disc. 41,06 m (1920)
- llançament de martell. 37,18 m (1923)[4][1]